# Syniukha
Syniukha (tiếng Ukraina: Синюха) là một sông tại Ukraina, là một phụ lưu tả ngạn của sông Nam Bug, thuộc lưu vực biển Đen. Tên sông nghĩa là màu lam. Sông có chiều dài 111 kilômét (69 mi) và diện tích lưu vực là 16.700 kilômét vuông (6.448 dặm vuông Anh).

## Mô tả
Sông Syniuka có độ dốc 0,46 m/km. Thung lũng sông có dạng hình thang, thường không đối xứng, rộng 2,5 km. Sườn thung lũng sông bị các khe núi và các mỏm đá đặc trưng chia cắt. Sông uốn lượn, rộng 40–50 m (phần hạ lưu rộng 90–120 m), sâu 60 m, có nơi tạo thành ghềnh, khúc cạn. Lưu lượng trung bình hàng năm của sông Sinyuha (cách cửa sông 12 km) là 29,4 m³/s. Độ khoáng của nước sông là: lũ mùa xuân - 697 mg/dm³; giới hạn mùa hè-thu - 708 mg/dm³; giới hạn mùa đông - 824 mg/ dm³. Nước được sử dụng cho các nhu cầu công nghiệp, nông nghiệp, cấp nước, thủy lợi. Các dải bờ sông có nhiều cây cối và thảo nguyên phục hồi. Ba hồ chứa và một số nhà máy thủy điện được xây dựng trên sông Syniukha.

## Vị trí
Sông Syniukha chảy qua địa phận của các huyện cũ Novoarkhanhelsk và Vilshanka của tỉnh Kirovohrad và huyện cũ Pervomaisk  của tỉnh Mykolaiv. Sông chảy qua cao nguyên Dnepr, chủ yếu chảy về phía nam và (một phần) về phía tây nam.
Sông được hình thành tại điểm hợp lưu của các sông Tikych (sông này hình thành khi Hnyly Tikych và Hirsky Tikych hợp lưu) và Velyka Vys. Sông chảy vào Nam Bug tại Pervomaysk.
Phụ lưu hữu ngạn gồm có Velyka Vys', Yatran', Chumata, Malyi Tashlyk, Kam'yanka, Malomuzhiv. Phụ lưu tả ngạn gồm có Hnylyi Tikych, Parhovytsia, Kaharlyk, Ternivka, Sukhyi Tashlyk, Chornyi Tashlyk, Vil'shanka.

## Tên gọi
Tên gốc Siniye Vody (cũng gọi là Sinytsia, Sinyka) phát sinh do màu xanh lam của nước sông, đặc biệt nổi bật khi chuyển từ vùng thảo nguyên sang vùng rừng-thảo nguyên rừng, màu sông hầu như khác biệt và không thích hợp để sử dụng, giống như các sông có tên chỉ màu sắc khác như Zhovta, Zelena, Chornyi Tashlyk, Mertvovod.

## Lịch sử
Người ta cho rằng vào giữa thế kỷ 14, khu vực này là nơi diễn ra một trong các trận đánh lớn giữa Đại công quốc Litva và Hãn quốc Kim Trướng, được đặt tên là trận Nước xanh lam. Trận đánh có lẽ diễn ra vào ngày 24 hoặc 25 tháng 12 năm 1362, khi đó quân Mông Cổ-Tatar đang cai trị vùng Podilla, và diễn ra gần thành Torgovytsa (nay thuộc Novoarkhangelsk, tỉnh Kirovohrad).